# Phyllopodopsyllus paraxenus
Phyllopodopsyllus paraxenus is een eenoogkreeftjessoort uit de familie van de Tetragonicipitidae. De wetenschappelijke naam van de soort is voor het eerst geldig gepubliceerd in 1970 door Coull.